# Phytomyza ranunculoides
Phytomyza ranunculoides är en tvåvingeart som beskrevs av Spencer 1986. Phytomyza ranunculoides ingår i släktet Phytomyza och familjen minerarflugor.
Artens utbredningsområde är Minnesota. Inga underarter finns listade i Catalogue of Life.